# Albano Laziale
Pour les articles homonymes, voir Albano.
Albano (en latin Albanum) est une ville italienne d'environ 40 900 habitants, située dans la ville métropolitaine de Rome Capitale, dans la région du Latium, sur les bords du lac d'Albano, en Italie centrale.

## Géographie
Cette ville est située au cœur des Castelli Romani, perchée au sommet d'un ancien cratère dans lequel se situe le plus grand des deux lacs Albains.

### Hydrographie
La principale caractéristique hydrographique est le lac d'Albano (lac Albain en français), dont le nom complet est en fait le lac d'Albano et de Castel Gandolfo. Le bassin du lac est géré par la province de Rome.

### Topographie
Le point culminant de la ville d'Albano est le Colle dei Cappuccini (col des Capucins) situé à 615 m d'altitude. De la colline qui abrite une forêt de pins proche du couvent des Capucins, un panorama exceptionnel donne sur le lac d'Albano, Agro Romano et Monte Cavo. Le centre historique d'Albano a une pente maximale de 11 %, mesurée entre la basilique Saint-Pancrace (384 m d'altitude) et l'église Saint-Paul (431 m d'altitude). La colline de Castel Savelli est à 280 m tandis que le quartier de Pavona n'est qu'à 110 m pour le point le plus bas.

### Climat
Sur le plan climatique, la région se situe dans le domaine du climat méditerranéen tempéré avec des hivers doux, avec des températures plus élevées que celles du printemps en automne. Il tombe plus de précipitations sur les contreforts des collines, face à la mer, au sud sud-ouest et au nord. Albano, située sur la trajectoire du courant humide Tyrrhénien, possède des précipitations annuelles de 900–1000 mm. 
Les vents soufflent principalement du sud et l'ouest, plus rarement par le nord et l'est. L'été est chaud et sec, avec un hiver doux et pluvieux avec très rarement de la neige. En été, les températures peuvent atteindre 35 °C avec des pics de 37 °C dans de rares cas. La température n'a jamais atteint 40 °C.

## Histoire

### Antiquité
La première preuve retrouvée de l'occupation humaine dans la ville d'Albano Laziale date du début du Ier millénaire av. J.-C. Ce sont les traces des colonies de Tor Paluzzi, Castel Savelli et Colle dei Cappuccini. La présence humaine y est maintenue comme l'atteste la fondation de la cité latine, Albe la Longue. La plupart des historiens modernes place le site d'Albe la Longue entre les villes de Marino, Rocca di Papa et Ariccia sur la rive est du lac d'Albano, qui est opposée à l'actuelle ville d'Albano.
Albano est située dans la zone où, selon la légende, le fils d'Énée, Ascagne, l'a fondée. Aujourd'hui, le blason d'Albano porte toujours le blanc (en latin Alba) couleur rêvée par Ascagne avant la fondation de la ville. 
Albe la Longue a été l'une des principales villes latines, et, toujours selon la légende, le lieu de naissance de Romulus et Rémus, les fondateurs mythiques de Rome.
Pompée avait une villa, Albanum Pompeii, dont les ruines ont été retrouvées à l'intérieur de la Villa Doria Pamphili. Une villa ayant appartenu à Sénèque se trouverait dans les ruines sur la côte sud du lac d'Albano, en bordure de la ville de Ariccia. Toutes ces résidences, à l'époque de l'empereur Domitien ont été combinés en une seule résidence monumentale impériale, dont les ruines sont principalement contenues dans les Villa Barberini à Castel Gandolfo. 

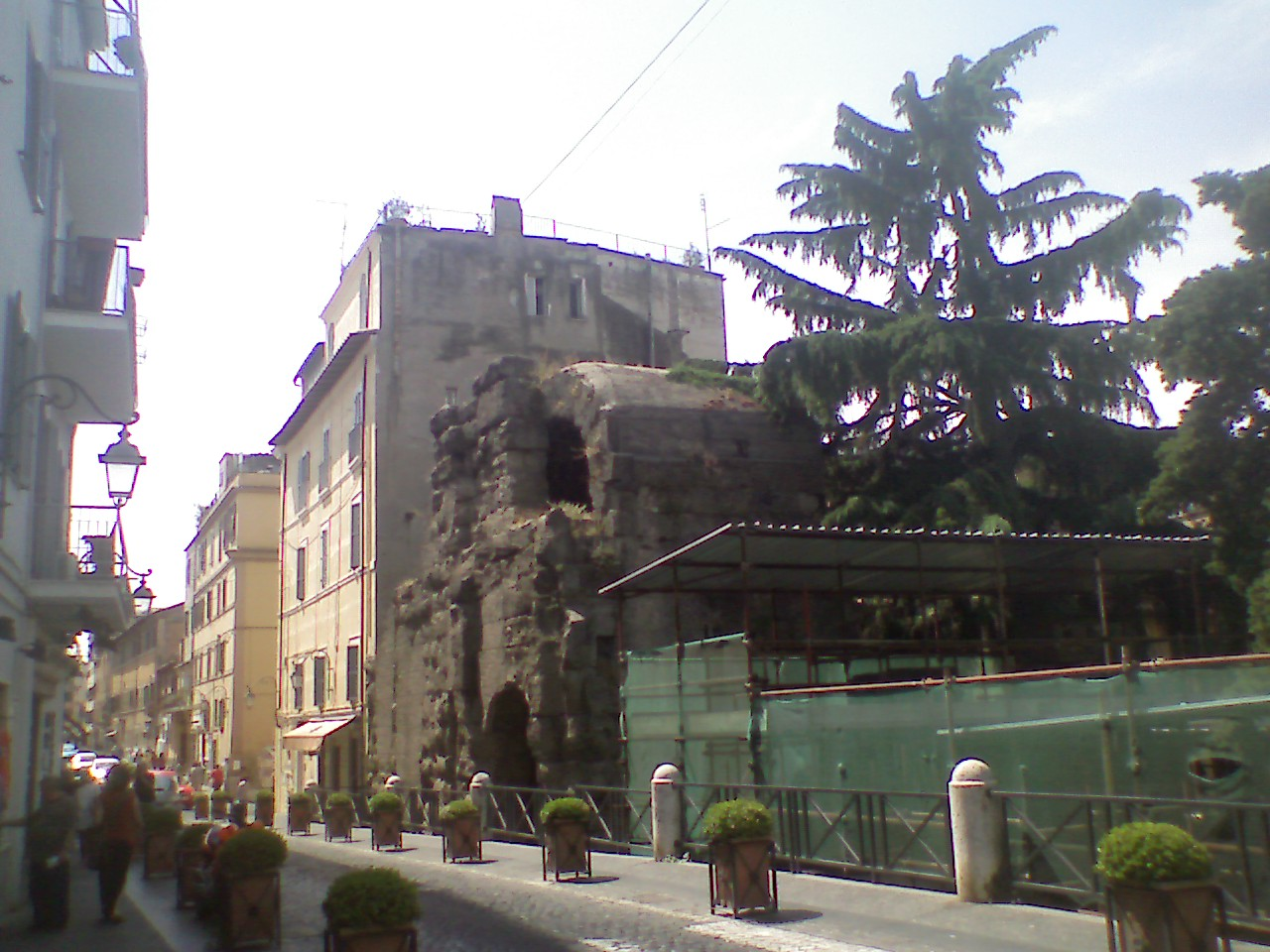
Porte Pretoria du Castra Albana découvert lors d'un raid aérien en 1944.

L'empereur Septime Sévère, vers 202, avait installé à la place de la vieille ville la Legio II Parthica. Ainsi sont nés les Castra Albana, qui étaient d'immenses camps qui sont restés actifs jusqu'à la fin du IIIe siècle. Albano s'est développée à partir de ces camps, comme le montrent les rues principales, qui suivent toujours le decumanus antique et le cardo. Les vestiges des bains construits par le fils de Septime, Caracalla, sont encore visibles.

### Moyen Âge
En 326, l'empereur Constantin Ier, selon une tradition bien établie, a ordonné la fondation de la cathédrale d'Albano, dédiée à saint Jean-Baptiste. Constantin a fait don à la nouvelle cathédrale de divers vases sacrés et de plusieurs domaines. 
Pendant la guerre des Goths, Albano a été réduite de municipium en oppidulum, c'est-à-dire une petite ville fortifiée. 
En 964, l'empereur Otton Ier du Saint-Empire conféré l'investiture d'Albano à Virginia Savelli, son capitaine à Rome. Le pape Pascal II en 1118 trouve refuge à Albano lorsqu'une insurrection ennemie occupe Rome, et constate la loyauté des habitants. Il ordonne ainsi le bénéfice de l'exonération de l'impôt perpétuel de blé de meunerie. Pendant le schisme de l'antipape Anacletus avec le pape Innocent II en 1137 la lutte pour la possession de la ville et de son domaine a été remportée par le pape. 
En l'an 1142, Albano fut pillée par les Sarrasins. Après la bataille de Monte Porzio, en 1168, le peuple romain crut bon de se venger d'Albano, qui avait pris parti pour la ville de l'empereur Frédéric Barberousse contre Rome, et ainsi, la ville fut pillée et rasée. 
Compte tenu de son état d'abandon, le pape Innocent III donna le monastère de Saint-Paul hors les murs du Palatium avec les églises Sainte Marie Mineure et Saint-Nicolas et leurs dépendances. En 1436, il fut rasé sur ordre du pape Eugène IV. En 1697, Albano est passée sous le contrôle direct du Saint-Siège.

### XVIIIesiècle
Le pape Pie VI en 1780 a commencé l'aménagement de la Via Appia, afin de réaliser une liaison rapide entre Rome et Terracina, où il y avait un travail intense sur la remise en état des marais Pontins. 
L'ouverture d'un nouveau tracé de la Via Appia a incontestablement profité à Albano. Lors de la première occupation française et des événements liés à la Révolution française dans les États pontificaux, Albano s'est déclarée «république sœur» de la toute nouvelle République romaine, avec Frascati, Velletri, puis Marino, le 18 février 1798. 
Après le soulèvement, Albano fut occupée et pillée par les troupes de Joachim Murat. L'année suivante, Fra Diavolo, s'y est installé à la tête des troupes napolitaines.

### Époque contemporaine
Avec le motu proprio du 6 juillet 1816, le pape Pie VI a réintégré Albano dans les États pontificaux avec la restauration du siège du gouvernement. 
S'étant refugiée dans les États pontificaux après l'annexion de son royaume par le royaume de Sardaigne et la proclamation du royaume d'Italie, la reine-mère née Marie-Thérèse d'Autriche voulut protéger ses enfants de l'épidémie de choléra. Elle se réfugia à Albano Laziale mais le plus jeune de ses fils avait contracté la maladie. En veillant son enfant, l'ex-souveraine contracta son mal et en mourut le 8 août 1867. L'enfant survécut peu de temps à sa mère.
En 1870, Albano fait partie du royaume d'Italie. Elle devint le siège du tribunal de district. 
Le 1er février 1944 des bombardements alliés touchent Albano et Ariccia le centre historique de la ville, est gravement endommagé. Parmi les cibles touchées se trouvent le couvent cloîtré des Clarisses de la Piazza Pia et les maisons bâties sur les structures de la « Porta Pretoria Albana Castra ». 

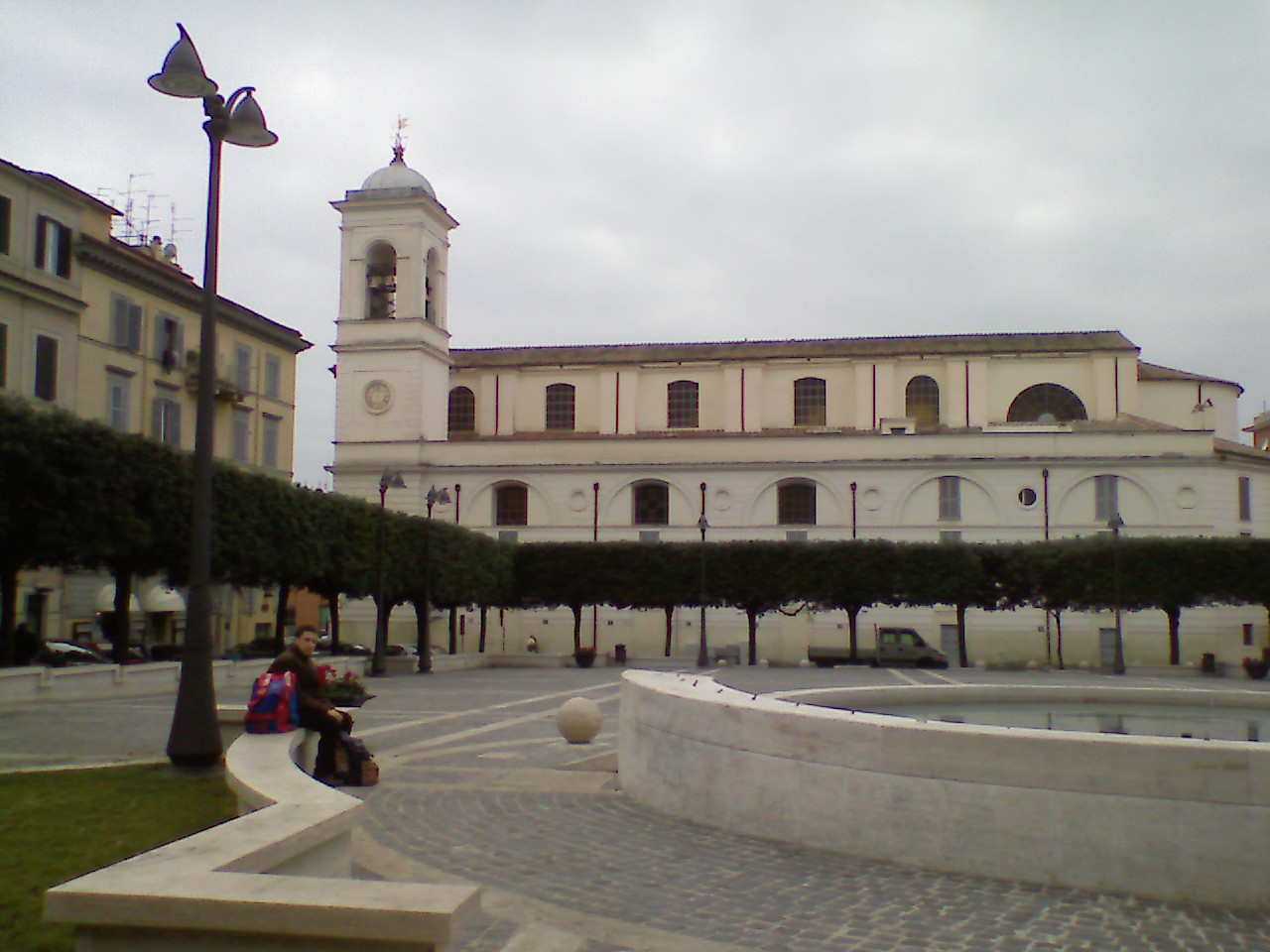
La cathédrale Saint-Pancrace depuis la Piazza Pia.

Immédiatement après la Seconde Guerre mondiale, la ville a commencé à se relever des catastrophes causées par la dictature et les bombes. La vie culturelle et commerciale est devenue plus intense. En 1961, les deux principales écoles secondaires ont été fondées et ont toujours leur siège dans la ville. 
Dans la matinée du dimanche 21 septembre 2008, Le pape Benoît XVI s'est rendu à Albano pour une visite pastorale, depuis la Villa pontificale de Castel Gandolfo, pour une re-consécration de la cathédrale San Pancrazio, après les restaurations récentes de 2008. La visite du Pape à Albano a été sa huitième visite à un diocèse depuis le début de son pontificat.

## Économie

### Agriculture
L'économie d'Albano est historiquement une ville liée à l'agriculture et particulièrement à la production de vin, depuis l'époque romaine. 
En 1995, le marché de gros de légumes d'Albano a vendu 127 060 tonnes de légumes (chou, brocoli, chou-fleur, pommes de terre, oignons, salades et tomates). Y ont aussi été vendues 326 957 tonnes d'artichauts, 84 747 tonnes de fruits frais (pommes, poires, pêches, raisins) et enfin 43 073 tonnes d'agrumes.

### Industrie
En 1995, il y avait 475 entreprises industrielles dans la ville, l'une des dix plus grandes concentrations de l'activité industrielle dans le sud de la province de Rome. L'extraction de pépérin existe depuis l'époque romaine, puisque ce type de pierre se trouve principalement sur les rives du lac d'Albano. En dépit de la position de la ville historique situé sur une coulée de pierre de lave, l'extraction de cette pierre n'a jamais été une entreprise florissante, contrairement à ce qui s'est passé dans les régions voisines d'Ariccia et de Marino.
Enfin, on dénombrait 209 entreprises du secteur de la construction : ce secteur compte tenu de la forte expansion urbaine d'Albano dans les dernières décennies n'a cessé de croître, comme en témoignent les données concernant les licences des constructeurs.

### Services
La ville d'Albano Laziale est historiquement l'objet d'une situation difficile sur le plan de l'approvisionnement en eau : l'absence de sources importantes a contraint la municipalité, dès le XVIIe siècle à utiliser l'eau venant d'Ariccia et de Nemi. Depuis 2008, le service de l'eau est gérée par la compagnie municipale de la ville de Rome.

### Tourisme
Albano possède un potentiel touristique considérable, qui a été renforcé ces dernières années, grâce au site archéologique d'Albana Castra, de la beauté naturelle de la Colle dei Cappuccini et des rives du lac d'Albano.

## Culture

### Musées
- Le Museo Civico est un musée situé dans les locaux de la Villa Ferrajoli. Il accueille des expositions diverses de la ville antique, y compris la fameuse armure de bronze d'Albano.
- Le musée de la Legio II Parthica: Installé au rez-de-chaussée des ruines des thermes de Cellomaio.

### Théâtre
L'activité théâtrale à Albano est historiquement très animée, et s'organise autour du « Teatro Comunale di Alba », récemment rénové et restauré.

### Musique
Albano est dotée d'une salle philharmonique avec l'orchestre Cesare Durante, qui a obtenu des résultats remarquables dans des compétitions nationales comme la troisième place à la baguette d'or et la première place lors du 13e concours national des villes de Cascina.

## Monuments et patrimoine

### Architecture religieuse
- La cathédrale San Pancrazio, principal édifice religieux de la ville, construite au XVIIIe siècle.
- L'église Saint-Pierre l'Apôtre.
- L'église Saint-Paul, construite en 1282, les reliques de saint Gaspard del Bufalo y furent conservées.
- L'église Sainte-Marie des étoiles.
- L'église et le couvent de Saint-Bonaventure.
- Le sanctuaire Sainte-Marie de la Rotonde, inspiré du Panthéon et construit sur les ruines de la ville de Domitien.
- L'église Saint-Philippe Néri.

### Architecture civile

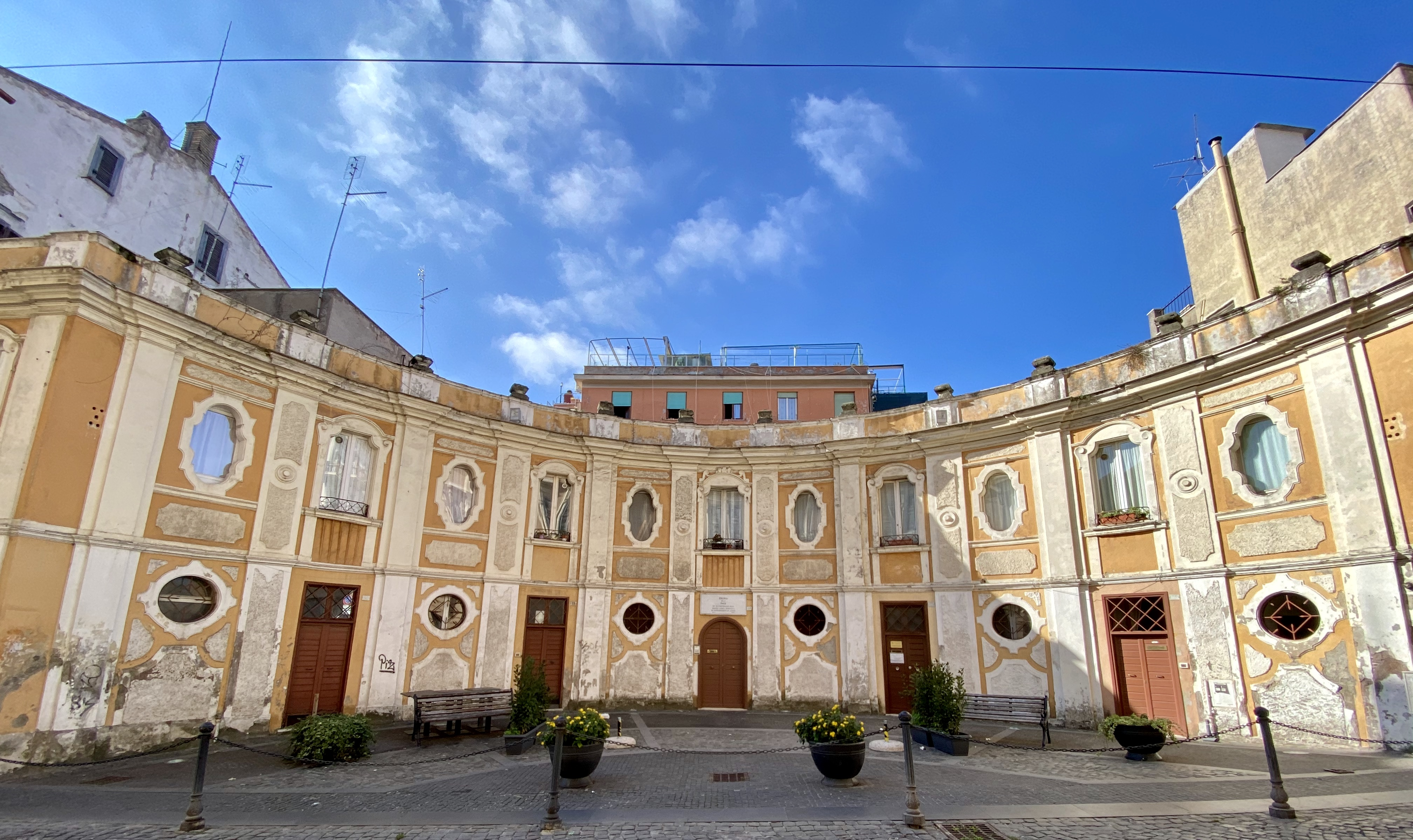
L'exèdre de la Paix (1728), rue Alcide De Gasperi, devant le palais épiscopal.

- La porta Praetoria, vestige le plus important et impressionnant du campement de la Légion parthe (Legio II Parthica).
- Le palais Savelli, construit au XIIIe siècle par la famille Savelli. La fonction d'origine de fortification est attestée par des tours carrées. Le palais, après l'acquisition d'Albano par la Chambre apostolique, en 1697, est devenu le siège du gouvernement pontifical, et a accueilli des personnalités diverses.
- Le palais Lercaro ou palais épiscopal, construit en 1727 par le cardinal Nicolò Maria Lercaro pour accueillir le pape Benoît XIII. Aujourd'hui, il abrite le bureau de l'évêque et des avocats.
- Le palais Campano, construit en 1465 par l'évêque et érudit, Giannantonio Campano (1429-1477), il a été l'un des premiers palais construit dans Albano.
- Le palais Rospigliosi, construit en 1667 par la famille Rospigliosi, il abrite aujourd'hui la Congrégation de Saint Joseph de l'Institut Leonardo Murialdo.
- Le palais del Collegio ou Nazareno, construit en 1655 par le cardinal Vincenzo Maculan, a été acheté plus tard par Camillo Francesco Maria Pamphili. En 1764, il a été acquis par le Collège Nazaréen de Rome.
- Le palais Paolucci, construit au XVIIe siècle par le cardinal Fabrizio Paolucci, établit sur la Via Cairoli, près de la Piazza Pia.

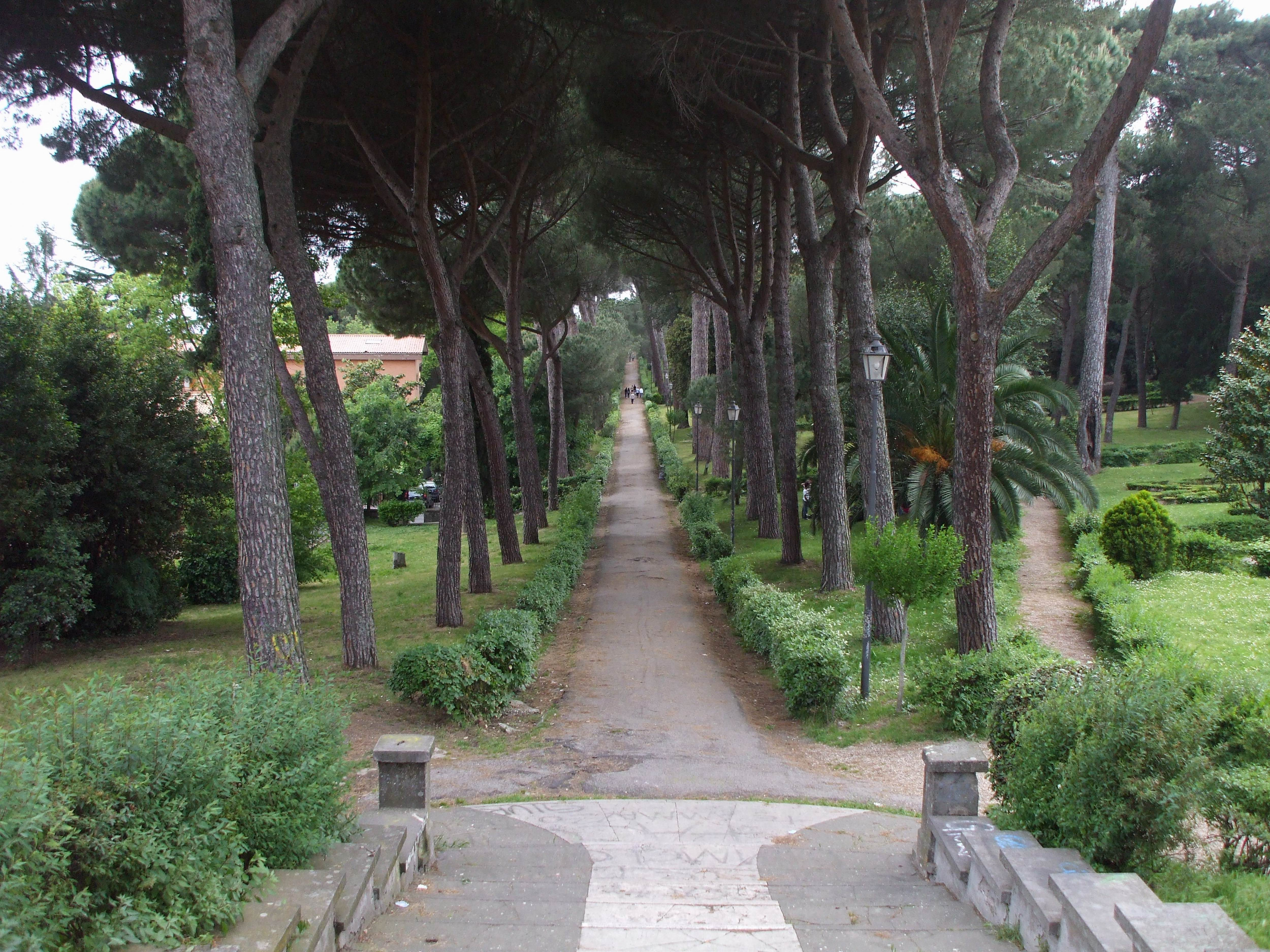
Le parc public Villa Doria.

- Le palais Poniatowskj, construit au XIXe siècle par le prince Amedeo Poniatowskj, grand propriétaire terrien et propriétaire de l'époque du lac d'Albano, sur le Corso Matteotti.
- La villa Doria Pamphili, construite au XVIIIe siècle par le cardinal Fabrizio Paolucci, a ensuite été acquise par la famille Doria. La construction de la villa, sur la Via Appia, a été rasé en 1951 en raison des dommages subis dans les bombardements de la Seconde Guerre mondiale, et a été remplacé par l'actuel Piazza Mazzini. La villa est aujourd'hui un parc public, connu, l'un des plus importants espaces verts de la ville. Au centre de la verdure se trouvent les ruines d'une villa romaine attribuée à Pompée.
- La villa Corsini, érigée au milieu du XVIIIe siècle le long de la Via Appia à Ariccia par la famille Corsini.
- La villa Altieri, construite au XVIIIe siècle par le cardinal Lorenzo Altieri sur une ancienne ferme, située juste à l'entrée d'Albano en venant de Rome le long de la Via Appia.
- La villa Ferrajoli, construite à partir de 1845 par la famille Ferrajoli sur un casino existant appartenant à la famille Benucci, se compose de trois bâtiments, y compris les maisons néoclassiques du Museo Civico di Albano.
- La villa Boncompagni, construite en 1857 par la famille Boncompagni, sur la voie Appienne possède un grand parc monumental. Marguerite de Savoie a souvent séjourné dans la Villa.

### Architecture militaire
- Les murs et les portes. Les fortifications de la vieille ville d'Albano ont été presque complètement démantelées à la fin du XVIIIe siècle pour l'élargissement de la Via Appia. Albano fut un oppidulum, puis une petite colonie fortifiée. Les fortifications ont vraisemblablement subi les vicissitudes de la destruction et la reconstruction à plusieurs reprises.

- La porta Romana ou Porta di San Rocco est située sur la Via Appia, entouré par le palais Doria et l'église San Rocco, son apparence finale date du XVIIIe siècle. Tous les ornements, les armoiries et la plaque de la porte sont maintenant dans l'atrium du Palais Savelli. La porte a été rasée en 1908 ainsi que l'église voisine pour élargir la voie Appienne et laisser passer le tramway Rome - Genzano.
- La porta San Paolo, situé sur la Piazza San Paolo, près de l'église de Saint-Paul, est la seule porte survivant de l'ancienne fortification.
- La porta dei Cappuccini, située sur la Via San Francesco d'Assisi, était une voûte au-dessus de la route vers le couvent des Pères Capucins. Elle a été rasée au XIXe siècle avec l'élargissement de la route.
- Le château Savelli, situé sur une colline fortifiée, a été l'un des premiers châteaux de la famille Savelli, construit au Moyen Âge. Rasée par le cardinal Giovanni Maria Vitelleschi en 1436, le château a été complètement abandonné au XVIIIe siècle. Le bâtiment fortifié était également pourvu d'une église, Santa Maria in Porta Coeli.

Il existe de nombreuses tours ou maisons fortifiées réparties sur les collines de la campagne entre Pavona et Cecchina:
- Tour Paluzzi, possession des moines de l'église St Paul à Albano, a été donnée à un certain Paluzzo par le pape Clément X.
- Torraccia Tour du chancelier, construite sur des ruines romaines appartenait aux Savelli et aux Chigi. Elle est désormais en partie incluse dans le territoire de Ariccia.
- Tour de la barre ou de la montagne, anciennement appelée aussi Turris Gandulphorum et datant de l'époque médiévale, défense contre les incursions de la mer Tyrrhénienne, a appartenu à plusieurs familles nobles dont Altieri Boncompagni.

### Sites archéologiques
La région d'Albano contient l'une des plus grandes concentrations de vestiges romains hors de Rome dans les Castelli Romani. On y trouve quelques monuments majeurs, datant en général à l'époque de Septime Sévère:
- Le sanctuaire Santa Maria della Rotonda, construit probablement dans les jardins de la Villa de Domitien, à Castel Gandolfo, a ensuite été incorporé dans le complexe de Castra Albana par Septime Sévère et finit par devenir, au VIIe siècle, un sanctuaire chrétien. Similaire au Panthéon de Rome, mais à une échelle réduite, il est aujourd'hui conservé après qu'une restauration a effacé les changements baroque.

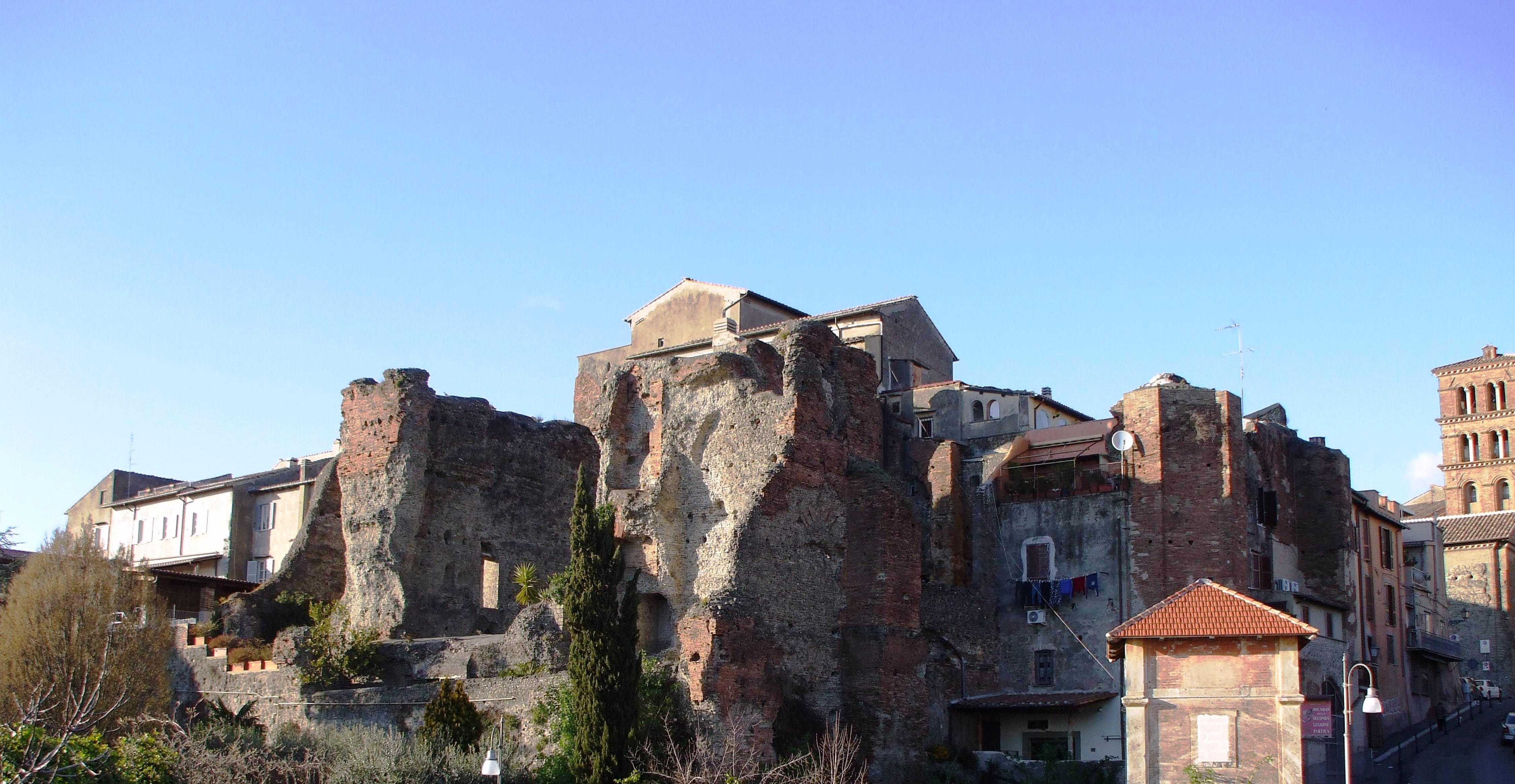
Les vestiges des thermes romains de Caracalla, plus connus sous le nom de thermes de Cellomaio, dans le centre d'Albano.

- La Porta Pretoria, entrée principale d'Albana Castra, face à la Via Appia, maintenant face au Palazzo Savelli. Elle est un bâtiment monumental en pépérin.
- Les Terme di Cellomaio, attribués à l'empereur Caracalla, qui les avait érigés tout juste après avoir tué son frère Publius Septimius Geta comme un don pour apaiser les âmes des soldats. L'ancien bâtiment a été transformé en une forteresse à l'époque médiévale et plus tard a été occupé par des civils.
- L'amphithéâtre d'Albano est le seul exemple des Castelli Romani.
- Les catacombes de San Senatore; à l'origine des carrières sur la Via Appia, est devenu le lieu de sépulture des chrétiens au IIe siècle.
- La cisternone, un symbole d'Albano, est une énorme citerne (20x30 m) attachée à l'église Saint-Paul, elle recueille l'eau de trois aqueducs. Ils furent en parfait état de fonctionnement, depuis l'époque romaine jusque 1880 pour alimenter les habitations civiles, et plus tard pour l'irrigation.
- Le tombeau de Pompée, situé sur la route nationale 7 avant l'entrée dans Albano en provenance de Rome.
- La villa de Pompée, la villa romaine attribuée au commandant romain, situé au centre des parcs publics de la Villa Doria Pamphili.

## Administration
| Période           | Période | Identité             | Étiquette     | Qualité |
| ----------------- | ------- | -------------------- | ------------- | ------- |
| 21 septembre 2021 |         | Massimiliano Borelli | centre gauche |         |

### Hameaux
Cecchina, Pavona

### Communes limitrophes
Ardea, Ariccia, Castel Gandolfo, Rocca di Papa, Rome

## Personnalités liées à la commune
Sont nés dans la ville : 
- Innocent Ier, pape de 401 à 417.

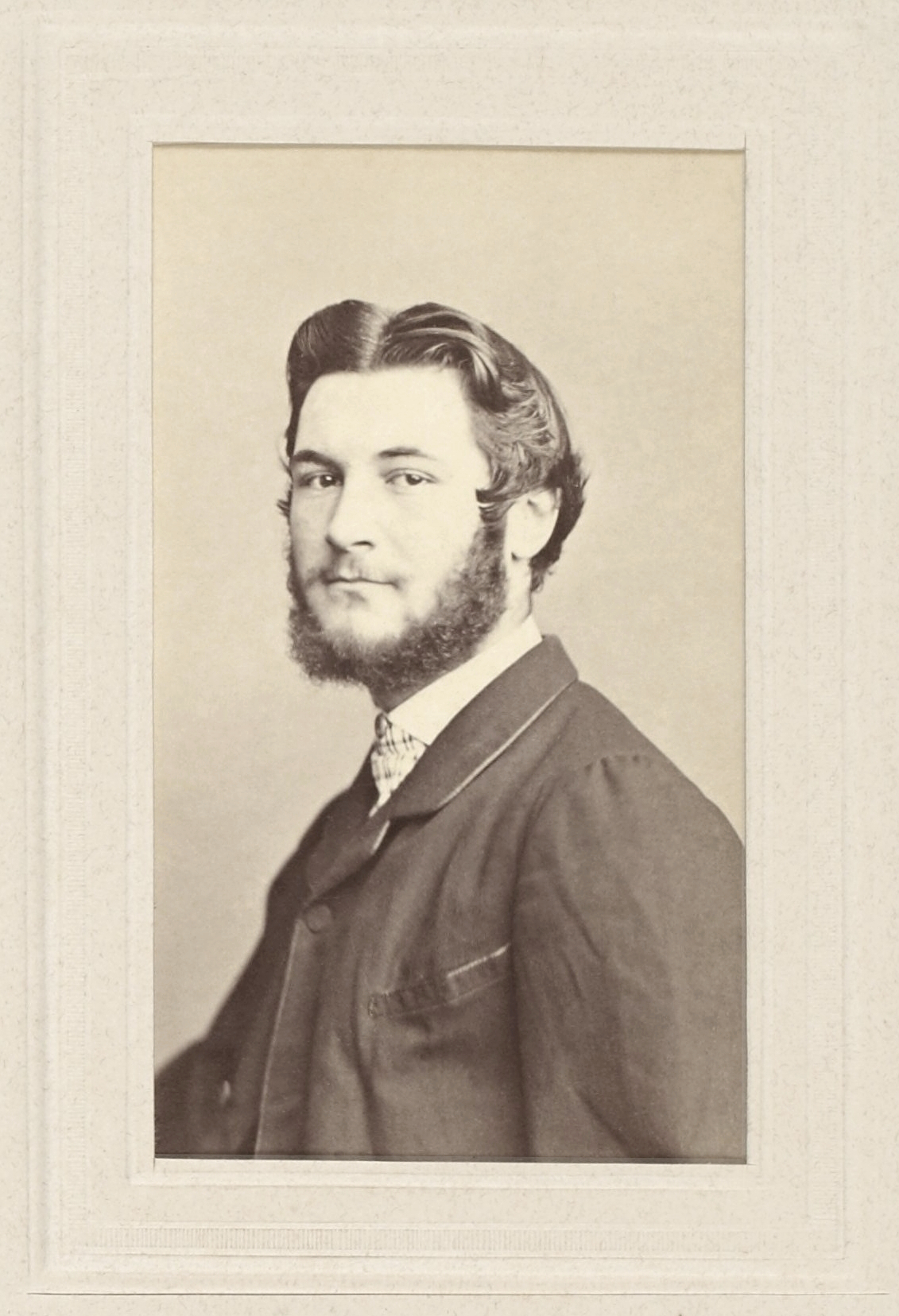
Julius von Blaas

- Julius von Blaas, (1845-1923), peintre.
- Evert van Muyden (1853-1922), graveur et peintre.
- Piero Taruffi, (1906-1988), pilote automobile.
- Simone Pepe, (1983-), footballeur international.

- Franz Pforr, peintre allemand y est décédé le 16 juin 1812.

Sont décédés dans la commune :
- Marie-Thérèse d'Autriche, reine-douairière des Deux-Siciles (1816-1867)
- Janvier de Bourbon-Siciles, comte de Castalgirone (1857-1867)

## Jumelages

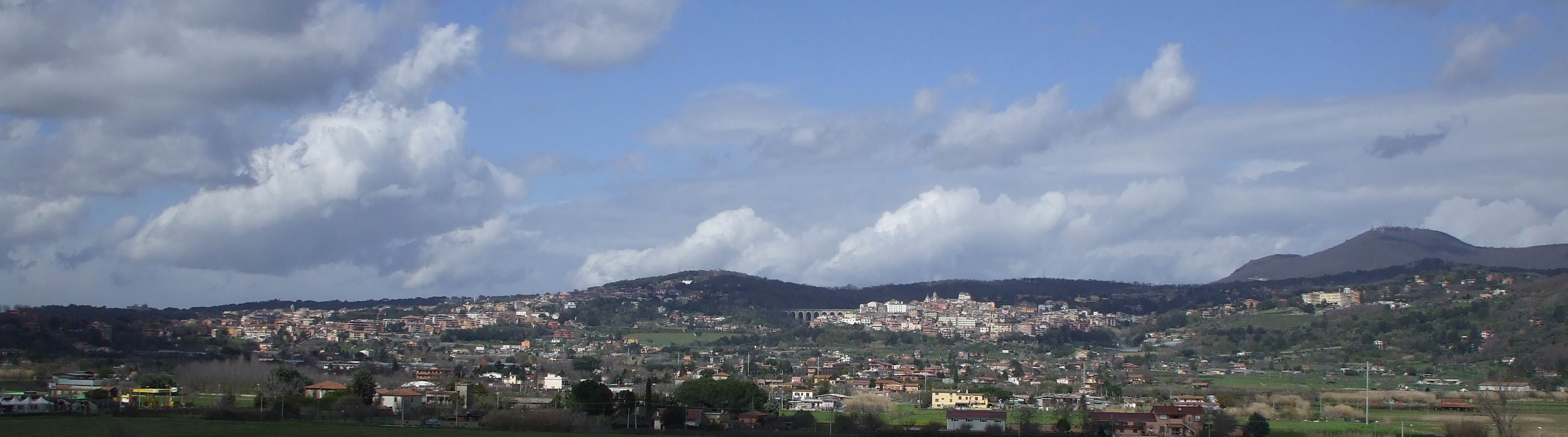
Albano Laziale - Ariccia
2008

- Białogard (Pologne)
- Koszalin (Pologne)
- Savelli (Italie)
- Alytus (Lituanie)

## Source
- (en) Cet article est partiellement ou en totalité issu de l’article de Wikipédia en anglais intitulé « Albano Laziale » (voir la liste des auteurs).